# 埃昆代尼
11°22′S 33°53′E / 11.367°S 33.883°E
埃昆代尼（Ekwendeni）是非洲東南部國家馬拉維的城鎮，由北部區的姆津巴縣負責管轄，位於姆祖祖以西約20公里，鎮上有醫院和教堂，附近大量種植煙草，該鎮的愛滋病感染率為全國最高。